# Міщенко Володимир Іванович (письменник)
Міщенко Володимир Іванович (3 грудня 1937, Слов'янськ — 18 червня 2008, Проліски, Бориспільський район, Київська область) — український письменник. Член Національної спілки письменників України.

## Життєпис
Закінчив історико-філологічний Донецького педагогічного інституту. Працював редактором Донецького обласного радіо, редактор видавництва «Донбас».
З 1986 по 1993 рік працював на посаді старшого редактора видавництва «Український письменник».
Останні роки проживав у селі Петриківка на Дніпропетровщині.

## Творчий доробок
Автор поетичних збірок «Березільні вітражі», «Таємниця осіннього листя», «Квітневі телеграми», «Незабутні адреси», повісті «Не забудь мене».